# Radiwci
Radziejowce (ukr. Радівці, Radiwci), także Radowcy – wieś na Ukrainie, w obwodzie chmielnickim, w rejonie chmielnickim, w hromadzie Wowkowynci. W 2001 roku liczyła 886 mieszkańców.
Znajduje tu się przystanek kolejowy Radiwci, położony na linii Odessa – Lwów.

## Historia
Była to stara osada szlachecka, pierwotnie nosząca nazwę Wnuczkowce, należąca do rodu Radziejowskich. Pierwsza wzmianka w dokumentach o wsi datuje się na 1439 rok.